# Maurice Pellerier
Maurice Désiré Pellerier, né le 22 février 1875 dans le 5e arrondissement de Paris et mort le 14 janvier 1962 dans le 6e arrondissement, est un artiste peintre et aquarelliste français.

## Biographie
Maurice Pellerier est né le 22 février 1875 à Paris. Élève de Paul-Émile Colin, il a exposé à Paris au Salon des Artistes Français à partir de 1908 et au Salon des Indépendants à partir de 1911. Il a été membre du Salon des Artistes Français, où il a reçu une mention honorable en 1930 et une médaille d'argent en 1933. Également aquarelliste aux Artistes de Paris, il expose chez Georges Petit en 1925-1928.
Peintre de la mer et des montagnes, ses paysages harmonieusement ordonnés étalent le panorama de la douce France avec une facture magistrale. Ses coloris traités de façon à la fois précise et chatoyante laissent une impression forte en même temps très douce. Ses toiles éveillent en nous des émotions qui nous habitent bien longtemps encore après qu'on a eu le privilège de les admirer. Son art est bienfaisant de beauté et de profonde sincérité.

## Distinctions
- Peintre officiel de la Marine et de l'Aviation
- Officier de l'Instruction publique (1937)
- Médaillé de l'enseignement technique
- Membre de la Société des artistes français
- Membre d'Honneur du Comité du Salon des Indépendants
- Vice président de la Société de l'aquarelle
- Membre du Comité de l'Association des peintres et sculpteurs

## Prix et récompenses
- Prix "Marne" en 1933.
- Prix Paul Liot en 1933.
- Prix "Paysagiste" en 1936.
- Médaille d'argent au Salon des Artistes français en 1933.
- Médaille d'argent à l'exposition Internationale des arts et techniques de Paris en 1937.
- 1er prix au concours pour timbres poste aérienne.
- Deux médailles de vermeil de l'Aéroclub de France.
- Médaille à l'exposition d'Amsterdam.

## Œuvres dans les collections publiques
Œuvres acquises et figurant dans les musées de Pau, de Calais, de Fécamp et de Boulogne-sur-Mer et dans les collections des universités de New-York et de Philadelphie ("Le ruisseau sous la neige", "Les thoniers" et "La Côte Sauvage").
Œuvres acquises par l’État, la Ville de Paris et la Préfecture de Police. Dessins de guerre 1914-1918 figurant au musée de l'Armée et au château de Vincennes.